# Société des auteurs, compositeurs et éditeurs de musique
Société des auteurs, compositeurs et éditeurs de musique (SACEM) – Stowarzyszenie Autorów, Kompozytorów i Wydawców Muzycznych z siedzibą we Francji, organizacja zbiorowego zarządzania prawami autorskimi, francuski odpowiednik polskiego ZAiKS-u.